# Voo Air Canada 797
O voo 797 da Air Canada  foi um voo internacional de passageiros a partir do aeroporto Dallas/Fort Worth International e destino Aeroporto Internacional Pierre Elliott Trudeau, com uma escala no Aeroporto Internacional Toronto Pearson. Em 2 de junho de 1983, o McDonnell Douglas DC-9-32 que efetuava o voo teve um incêndio atrás do lavatório, que se espalhou entre o revestimento exterior e os painéis de decoração interiores, enchendo o avião com fumo tóxico. A propagação do incêndio também queimou cabos elétricos cruciais, desabilitando a maior parte dos instrumentos na cabine, forçando o avião a divergir para o aeroporto Cincinnati/Northern Kentucky International. Noventa segundos depois do avião aterrar e as portas terem sido abertas, o calor do fogo e o oxigénio fresco que entrou durante a abertura das portas de saída encheu de imediato de chamas o interior do avião, matando 23 passageiros que ainda não tinham abandonado a aeronave. Exames de sangue revelaram que alguns dos passageiros tinham inalado quantidades letais de toxinas do fogo, indicando que provavelmente eles já estariam mortos nos seus lugares antes do avião tocar no solo.
Como resultado deste acidente, os regulamentos da aviação em todo o mundo foram alterados para tornar a aeronave mais segura, com novos requisitos para instalar detectores de fumo nos banheiros (casa de banho em português lusitano), luzes no chão a demarcar o caminho para as portas de saída, o aumento do treino de combate a incêndios da tripulação e o aviso regular aos passageiros sentados nas filas de saída de emergência para ajudarem na evacuação de emergência.

## Tripulação de voo
Às 16:25 Hora de Verão do Leste dia 2 de junho de 1983, o voo 797 descolou do aeroporto Dallas-Fort Worth International. O voo de regular de passageiros era operados pela Air Canada usando um McDonnell Douglas DC-9-32 (matrícula da aeronave C-FTLU). O voo estava programado para fazer uma escala no Aeroporto Internacional de Toronto, e destino final o aeroporto Montreal–Dorval Aeroporto Internacional.:2
O comandante Donald Cameron (51 anos de idade), estava ao serviço da Air Canada desde 1966. No momento do acidente, Cameron tinha aproximadamente 13 000 horas de voo, das quais 4 939 pilotando o DC-9. O co-piloto Claude Ouimet (34 anos) voava para a Air Canada desde 1973 e tinha cerca de 5 650 horas de experiência de voo, incluindo 2 499 horas no DC-9.:80

## Incidente

### Incêndio
Enquanto voava sobre Louisville, Kentucky, um incêndio iniciou-se em ou em torno da casa de banho traseira da aeronave. Os pilotos ouviram um som de estalido, perto das 18h51, durante o serviço de jantar, e descobriram que os disjuntores do banheiro tinham-se desligado. O comandante tentou inicialmente repor os disjuntores mas sem êxito.:2 Era comum que os circuitos dos disjuntores disparassem ocasionalmente, devido ao grande número de passageiros que utilizam a casa de banho depois de comer. Assim, Cameron aguardou cerca de oito minutos para permitir tempo suficiente para esfriar os disjuntores antes de tentar repô-los novamente às 18h59. O capitão observou que os disjuntores voltavam a disparar após ele tentar reactivá-los.:2
Cerca das 19h00, um passageiro sentado na última fila informou a hospedeira Judi Davidson de um odor estranho na parte traseira do avião. Davidson determinou que o odor vinha da casa de banho na parte traseira. Davidson tentou verificar o lavatório abrindo a porta alguns centímetros. Nesse momento ela observou o lavatório cheio de fumo de cor cinzenta, mas não viu chamas. Davidson pediu a outra hospedeira, Laura Kayama para que tentasse encontrar o comissário de bordo Sérgio Benetti, que entrou no banheiro para investigar.:2
Benetti não viu chamas, mas observou fumo preto espesso saindo das costuras em torno das paredes da casa de banho. Enquanto Benetti pulverizou o interior da casa de banho com um extintor de CO2, Kayama moveu passageiros na cabine, que estava pouco cheia, para a frente e abriu saídas de ar para permitir que houvesse mais ar fresco na cabine. Davidson foi para o cockpit e às 19h02 informou a tripulação de voo de um "incêndio na casa de banho". O comandante Cameron colocou a sua máscara de oxigénio e ordenou que o co-piloto Ouimet fosse à parte traseira investigar.:2
Ouimet encontrou fumo espesso que enchia as últimas três a quatro filas de bancos e não conseguiu chegar à casa de banho traseira. Benetti informou Ouimet que ele não conseguiu determinar a origem do incêndio mas tinha usado um extintor na casa da banho. Uma vez que fumar não era proibido na altura, uma das causas típicas de incêndios em casas de banho em aviões era devido ao apagar de cigarros no lixo da casa de banho por parte de passageiros, mas Benetti disse a Ouimet que ele não acreditava que o incêndio era no lixo.:3 Às 19h04, Ouimet voltou ao cockpit, informou Cameron sobre o fumo e sugeriu que se iniciasse descida. No entanto, Ouimet não relatou a Benetti o comentário de que o incêndio não era um simples incêndio de caixote do lixo. Alguns segundos mais tarde, Benetti veio ao cockpit e disse ao comandante que os passageiros tinham sido movidos para a frente e que o problema do fumo estava a "melhorar". Cameron enviou Ouimet de volta para inspecionar a casa de banho novamente.:3
Às 19h06, enquanto Ouimet estava fora do cockpit, Benetti disse novamente a Cameron que ele pensava que o fumo estava a dissipar-se. O comandante, ainda acreditando que o incêndio fora no lixo da casa de banho não tinha ainda começado a descer, porque ele esperava que o incêndio seria extinto.:3 Pouco depois, a luz "master caution" no cockpit iluminou-se, indicando uma perda do barramento principal de energia elétrica. O comandante contactou o controlador de tráfego aéreo (ATC), em Indianapolis, Indiana e comunicou-lhe que o voo 797 tinha um "problema elétrico." O sinal de transponder do voo 797 desapareceu em seguida do radar de ATC que, no entanto, foi capaz de monitorizar o voo através do radar primário.:4
Às 19h07, Ouimet chegou à casa de banho traseira novamente. Ele chegou perto para abrir a porta mas sentiu-a quente ao toque e decidiu não a abrir. Ouimet indicou às hospedeiras para manter a porta da casa de banho fechada e voltou para a cabine onde disse Cameron, "não gosto do que está a acontecer; acho melhor descermos, ok?" Cameron detectou a urgência na voz de Ouimet e interpretou como necessária uma descida imediata .:3
Após Ouimet ter voltado ao cockpit, a luz de "master warning" acendou-se, informando os pilotos de uma falha de energia de emergência. Cameron ordenou a Ouimet que mudasse para energia de bateria mas a perda da energia principal e de emergência provocaram a falha de alguns sistemas eléctricos incluindo energia para o sistema de elevador.:4 Isto fez com que a descida do avião fosse extremamente difícil e exigisse grande força física por parte do piloto e co-piloto.
Às 19h08, Cameron iniciou uma descida de emergência, declarando "mayday, mayday, mayday" ao controlo aéreo de Indianápolis. Os controladores autorizaram o Voo 797 a descer para um aterragem de emergência no aeroporto Cincinnati/Northern Kentucky International em Boone County, Kentucky, perto de Cincinnati, Ohio.:4 Dado que a perda de energia eléctrica prejudicou alguns instrumentos de voo, os controladores tiverem de orientar o voo 797 para o aeroporto utilizando uma aproximação sem giroscópio com o controlador a observar o voo 797 no radar e a dar instruções para fazer voltas com base na posição de radar e no rumo.:5
O fumo encheu a cabine de passageiros e entrou no cockpit enquanto o avião descia.:7 O sistema de PA também falhou, deixando os comissários de bordo sem poderem comunicar de forma eficiente com os passageiros. No entanto, algumas hospedeiras foram capazes de mover todos os passageiros para frente da fila 13 e de instruir aos passageiros sentados em filas de emergência como abrir as portas,:8 uma prática que não era o padrão em voos de companhias aéreas comerciais na época.

### Desembarque e evacuação

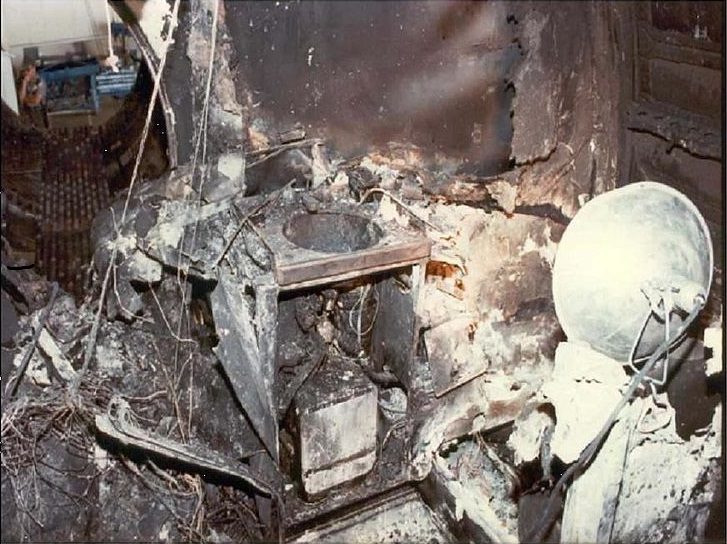
Dano do incêndio no lavatório traseiro, ponto de origem do incêndio.

Às 19:20, Cameron e Ouimet conseguiram uma aterragem extremamente difícil no aeroporto Cincinnati/Northern Kentucky International. Quatro pneus tiveram um furo durante o pouso. Quando o avião chegou a uma paragem completa, os pilotos validaram a lista de verificação do desligamento de emergência dos motores. As portas sobre as asas e dianteiras da aeronave foram abertas e as mangas das portas dianteiras foram lançadas. 18 passageiros e três tripulantes foram capazes de evacuar usando essas saídas.:8 A abertura das portas permitiu uma entrada de ar que alimentou o incêndio.
Os pilotos não conseguiram voltar para a cabine de passageiros devido ao fumo e ao calor.:8 Ouimet escapou, através da janela do co-piloto, logo após o avião pousar mas Cameron, que estava exausto de tentar manter o avião sob controle, foi incapaz de se mover. Bombeiros molharam Cameron, com espuma de combate a incêndios, através da janela de Ouimet, forçando a que ganhasse novamente consciência. Cameron, foi então capaz de abrir a janela de fuga de emergência e cair ao chão, onde foi arrastado para fora em segurança por Ouimet. Cameron foi a última pessoa sair vivo do avião.
Menos de 90 segundos após o pouso, o interior do avião incendiou-se e inflamou-se, matando os restantes 23 passageiros a bordo. Os passageiros presos dentro do avião morreram por inalação de fumo e queimaduras do incêndio. Dos 18 passageiros sobreviventes, três tiveram ferimentos graves, 13 tiveram ferimentos leves e dois saíram ilesos. Nenhum dos cinco membros da tripulação tiveram quaisquer ferimentos.:8 Dianne Fadley, uma sobrevivente, comentou: "era quase como se todos os que saíram não tinham nada de errado... Ou se saiu sem qualquer ferimento ou não se safou."
O incêndio destruiu completamente a aeronave.:9 Vinte e um canadenses e dois norte-americanos morreram. Muitos dos corpos das vítimas foram queimados além do reconhecimento. Quase todas as vítimas estavam na metade dianteira do avião entre as asas e o cockpit. Algumas vítimas foram encontradas no corredor, enquanto outras ainda estavam nos seus lugares. Duas vítimas estavam na parte traseira da aeronave, mesmo tendo os passageiros sido movidos para a frente depois do incêndio ter sido detectado; estes passageiros desorientados foram além da asa e morreram. As amostras de sangue dos corpos revelaram elevados níveis de cianeto, fluoreto, e monóxido de carbono, substâncias químicas produzidas pelo avião em chamas.

## Investigação

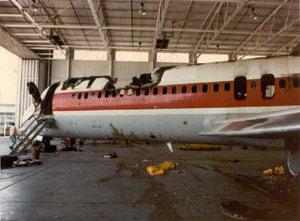
Danos do incêndio na parte da frente da aeronave.

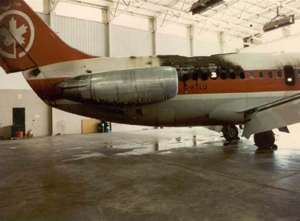
Danos do incêndio na parte traseira da aeronave em torno da casa de banho da parte traseira.

Dado que o acidente ocorreu nos Estados Unidos, ele foi investigado pelo National Transportation Safety Board (NTSB).
Embora a fuselagem tenho sido praticamente toda destruída pela intensidade do incêndio, o cockpit voice recorder (CVR) e flight data recorder (FDR) ainda estavam em boas condições e forneceram dados vitais para a investigação do NTSB. No CVR, investigadores da NTSB ouviram oito sons de arco voltaico a partir das 18h48. Os sons de arco voltaico repetiam-se a cada vez que a tripulação tentou repor os disjuntores do lavatório. Ambos os pilotos testemunharam não ter ouvido qualquer arco e o NTSB concluiu que esses sons seriam inaudíveis para a tripulação de voo.:59 Apesar de um certo número de cabos na secção do lavatório terem sido encontrados, mais tarde, com o isolamento arrancado, os investigadores do NTSB não foram capazes de determinar se estes danos no isolamento foram a causa do incêndio ou se foram causados pelo incêndio.:57
Este DC-9 em particular sofreu uma série de problemas ao longo dos meses que antecederam o incidente; 76 relatórios de manutenção foram arquivados nos registos de voo do ano anterior, e o CVR registou Cameron dizendo a Ouimet "coloca [o desarme de disjuntores] no livro de registos" quando os disjuntores não conseguiram responder à primeira tentativa de reiniciar às 18h52. Cameron tentou mais uma vez iniciar os disjuntores às 18h59. O CVR registou sons de arcos voltaicos seguidos do som de disparo dos disjuntores de forma contínua após cada reinicialização, durante os 60 segundos seguintes. Cerca de quatro anos antes, no dia 17 de setembro de 1979, o avião, voando para a Air Canada, voo 680 (Boston, Massachusetts, para Yarmouth, Nova Escócia), sofreu uma descompressão explosiva na parte traseira que obrigou a uma reconstrução da cauda e substituição ou reparação da maior parte dos fios e cabos hidráulicos na parte de trás do avião. Cameron observou mais tarde que a manutenção da Air Canada "tinha realizado um trabalho e peras ao colocar tudo novamente a funcionar" após o incidente de descompressão. Os investigadores não conseguiram encontrar sinais de formação de arcos voltaicos em qualquer uma das secção de fios reparados quatro anos antes, apesar de grande parte dos fios na parte traseira do avião ter sido severamente danificado ou destruído pelo incêndio em si.

### Resultados iniciais
O NTSB foi, em última análise, incapaz de determinar a origem do incêndio. Em agosto de 1984, o NTSB emitiu um relatório final, no qual se concluiu que as causas prováveis do acidente foram um incêndio de origem indeterminada, a tripulação de voo ter subestimado a gravidade do incêndio e informações contraditórias sobre a progressão do incêndio dadas ao comandante. Este relatório também relatou que a tripulação de voo "adiou a decisão de iniciar uma descida de emergência" contribuindo para a gravidade do acidente.:71

### Rescaldo e relatório revisto
Jornais e outros meios de comunicação criticaram as ações tomadas pela tripulação e referiram que os pilotos demoraram muito para iniciar a descida de emergência. O relatório do NTSB foi especialmente crítico em relação a Cameron por não perguntar sobre a natureza exata do incêndio e não ter iniciado de imediato a descida de emergência quando o incêndio foi anunciado pela primeira vez. Cameron admitiu numa conferência de imprensa após a emissão do relatório do NTSB que ele presumiu que o problema era um incêndio no lixo, dado que ainda era permitido fumar em voos.[carece de fontes?]
"Tudo o que sei é que fiz o melhor que pude", Cameron disse mais tarde. "Lamento muito pelas pessoas que não conseguiram sair, porque passamos muito tempo a tentar que conseguissem sair."
Após o NTSB emitir o seu relatório, um número de pilotos e pessoal da companhia aérea solicitou que o NTSB revisse o seu relatório. Além disso, o co-piloto Ouimet enviou ao NTSB uma defesa detalhada das acções da tripulação, incluindo a decisão de aterrar em Cincinnati, em vez do aeroporto Standiford Field, em Louisville, Kentucky, o aeroporto mais próximo do voo 797, quando a tripulação declarou inicialmente emergência. Ouimet afirmou que Louisville estava muito perto para se poder descer da altitude de cruzeiro para um aterragem de emergência em segurança e até a aterragem em Cincinnati foi uma proposta duvidosa dada a dificuldade de Cameron em controlar o avião. Em janeiro de 1986, após a revisão da missiva de Ouimet e re-avaliados os dados disponíveis, o NTSB emitiu uma versão revista do seu relatório de acidente. O relatório revisto incluía a explicação da decisão de aterragem de Ouimet. O relatório ainda tecia críticas à decisão de Cameron de não indagar sobre o incêndio em si. No entanto, no seu novo relatório, o NTSB reviu a sua causa provável descrevendo os relatórios de incêndio dados a Cameron como "enganadores" em vez de, simplesmente, "contraditórios". O NTSB também removeu a palavra "atraso" na sua descrição da decisão dos pilotos em descer, indicando apenas como factor contributivo o "tempo necessário para avaliar a natureza do incêndio e decisão de iniciar uma descida de emergência".:71
A tripulação do voo 797 foi, mais tarde, agraciada por várias organizações de aviação canadenses pelas suas ações heroicas na aterragem do avião em segurança. Cameron morreu em 2016 aos 84 anos.

### Recomendações de segurança
Como resultado deste acidente e outros incidentes de voo com incêndios em aeronaves de passageiros, o NTSB emitiu diversas recomendações para a Administração Federal de Aviação (FAA), incluindo:
- Recomendação de segurança A-83-70, que pediu à FAA o agilizar da obrigatoriedade de haver detectores de fumo nas casas de banho;
- Recomendação de segurança A-83-71, que pediu à FAA a exigência da instalação de extintores automáticos de incêndio nos recipientes de lixo e área adjacentes;
- Forte recomendação para que todas as companhias norte-americanas de transporte aéreo revissem a formação sobre incêndios e avaliação de procedimentos. Os procedimentos deveriam ser reduzidos e focados em tomar "acções agressivas" para determinar a origem e a gravidade da suspeita de incêndio a bordo e determinando o processo de descida de emergência mais rápido e seguro possível, incluindo a aterragem ou amarar;
- Forte sugestão para que a informação aos passageiros de como abrir as saídas de emergência se tornasse uma prática padrão na indústria aérea.
- Forte recomendação para agilizar mudanças de regras da FAA que impusessem que todas as companhias norte-americanas de transporte aéreo instalassem dispositivos de segurança contra incêndios (ou melhorassem os já existentes), incluindo (mas não limitando):
  - Materiais de assento bloqueadores de fogo para limitar a propagação do incêndio e a geração de produtos químicos tóxicos por meio de ignição;
  - Iluminação de caminho de emergência no chão ou perto do chão, forte o suficiente para ser visível através de fumo intenso;
  - Marcas salientes nos compartimentos superiores, indicando a localização das filas de emergência para ajudar os passageiros a localizar essas filas no caso de terem dificuldades visuais (preexistentes ou causadas por condições de emergência);
  - Extintores manuais de incêndio usando uma avançada tecnologia de agentes de extinção, tais como o Halon.

## Passageiros notáveis
- Stan Rogers, cantor folk Canadense, de 33 anos, foi uma das fatalidades do voo. Rogers é conhecido por canções como "Northwest Passage", "The Mary Ellen Carter" e "Barrett's Privateers". Ele estava de regresso a casa no voo 797 após participar no festival Kerrville Folk, no Texas. Morreu no incêndio vítima de inalação de fumos.[4]
- George Curtis Mathes Jr., de 54 anos, foi outro dos falecidos no voo. O pai de Mathes fundou a empresa de elctrónica que tem o seu nome e o membro mais novo dos Mathes foi presidente da Curtis Mathes e dos centros Curtis Mathes no momento do acidente. Ele havia feito grandes aquisições recentemente no Canadá e viajava para finalizar os planos corporativos de mais um negócio.

Um diagrama do voo 797 da Air Canada do NTSB; o diagrama indica o local dos passageiros sobreviventes, dos falecidos e dos comissários de bordo

- O multi-milionário Glen W. Davis, de Toronto, então com 42 anos, sobreviveu ao acidente. Davis, dono de uma empresa de camionagem e um executivo sénior para outras empresas, afirmou que ter sobrevivido ao acidente levou-o a concentrar a sua vida na filantropia, que, após sua morte em 2007, se revelou em mais de 40 milhões de dólares em doações à caridade.[5][6] Vinte e quatro anos mais tarde, a 18 de Maio de 2007, Davis foi assassinado em Toronto pelo seu afilhado, querendo esconder as suas próprias irregularidades financeiras, na tentativa de parar as acções filantrópicas de Davis que iam reduzindo o seu potencial de herança.

## Depois do acidente
Após este incidente, a Air Canada vendeu a asa direita deste DC-9 à Ozark Airlines para reparar um avião danificado. Em 20 de dezembro de 1983 o voo 650 da Ozark Airlines, um DC-9 com o prefixo N994Z, tinha atingido um trator de neve em Sioux Falls, matando o operador do trator e arrancando a asa direita da aeronave. Uma asa do C-FTLU foi usada para substituir a que foi arrancada do N994Z após o incidente. A aeronave foi mais tarde vendida à Republic Airlines e adquirida pela Northwest Airlines, depois da Republic ter fundido com a Northwest. Em 2012 o N994Z foi para sucata vendido à Evergreen depois de ser atribuído à Delta Airlines, que agora possui a Northwest Airlines.

## Série
O canal Discovery Channel Canadá / National Geographic, através da série de TV Mayday (também chamada de Air Crash Investigation, Air Emergency, e Air Disaster (Smithsonian Canal)) apresentou o acidente num episódio em 2007 intitulado Luta de Fogo (em Portugal) / Fogo a Bordo (no Brasil), que incluiu entrevistas com sobreviventes do acidente e de investigadores e uma encenação dramática do voo.